# Zizi Panpan
Pour plus de détails, voir Fiche technique et Distribution.
Zizi Panpan (Titre italien : Il nano e la strega, Titre anglais : King Dick) est un long métrage d'animation italo-français de Gibba sorti en 1975. C'était une coproduction entre Monti Film (Rome) et S.N.D. (Paris).

## Fiche technique
- Réalisation : Gibba (crédité comme Gioacchino Libratti)
- Scénario : Giorgio Terzi, Giovanni Magheri et Claudio Monti
- Musique : Lallo Gori et Claude Elie
- Effets musicaux : Roberto Carapellucci
- Décors : Carlo Monti
- Photographie : Claudio De Angeli
- Montage : Massimo Antonelli
- Animation : Fabio Pacifico
- Directeur de production : Vincenzo Costrovillari
- Production : Jenny Gérard, Michel Gast et Claudio Monti
- Sociétés de production : Monti Film (Italie), S.N.D. (France)
- Sociétés de distribution : S.N.D. (France), Alpha D.C. (Italie), Transocean International (Munich)
- Format : couleur - 35 mm
- Langues : français, italien
- Date de sortie :
  - France : 1975
  - Italie : 31 juillet 1975[1],[2]

## Distribution (version française)
- Roger Carel
- Paule Emanuele
- Georges Aminel
- Gabriel Cattand

## Distribution (version italienne)
Dialogues et adaptation : Oreste Lionello et Enrico Bomba
- Nando Gazzolo : Narrateur
- Vittorio Stagni : Pipolo
- Rosetta Calavetta : Merlina (sorcière)
- Germana Dominici : Merlina (femelle)
- Carlo Romano : Magozio
- Arturo Dominici : le notaire
- Vittoria Febbi : l'épouse infidèle du notaire
- Gianfranco Bellini : maître du cirque
- Lydia Simoneschi : grosse funambule
- Maria Saccenti : Mère supérieure
- Bruno Persa : le frère ceinture de chasteté et conseiller du roi
- Franca Dominici : la vieille dame évanouie